# Еріка Фіґґе
Еріка Фіґґе (англ. Erika Figge, 9 січня 1985) — американська ватерполістка.
Призерка Чемпіонату світу з водних видів спорту 2005 року.
Переможниця Панамериканських ігор 2007 року.